# Grego Sierra
Gregorio Sierra Pérez (Murcia, 5 de marzo de 1993), más conocido como Grego Sierra, es un futbolista español que juega de defensa en el Burgos C. F. de la Segunda División de España.

## Carrera
Es un jugador que puede jugar como defensa y también como centrocampista. Se formó en las categorías inferiores del Real Murcia hasta llegar al equipo filial en 2012. Más tarde, pasó por las categorías inferiores del Atlético de Madrid durante una campaña.
En su trayectoria deportiva también ha pertenecido al Noja cántabro y al Mar Menor C. F., ambos en Tercera División.
En la temporada 2015-16,realiza una temporada con la La Hoya Lorca F. C. a las órdenes de José Miguel Campos y jugando play-off de ascenso a la Segunda División.
En la temporada siguiente se marchó a las filas del Valencia Mestalla, volviendo a quedarse a las puertas del ascenso a Segunda División en una temporada en la que él disputó 39 partidos y marcó 5 goles.
En la temporada 2017-18 firmó con el C. D. Numancia, convirtiéndose esta en la de su debut en la segunda división del fútbol español.
Disputó la primera vuelta de la temporada 2018-19 en las filas del conjunto numantino. El 23 de enero de 2019, tras rescindir su contrato, volvió a su tierra natal para reforzar al UCAM Murcia Club de Fútbol del Grupo IV la Segunda División B.
En julio de 2019 firmó por un año con el C. E. Sabadell. En ese club consiguió el ascenso en 2020 a la Segunda División tras derrotar en los playoffs al Atlético de Madrid B, la Cultural Leonesa y el Fútbol Club Barcelona "B"; en este último partido él inició la jugada del 1-2 definitivo.
El 6 de julio de 2021 se unió al Burgos Club de Fútbol de la Segunda División. En julio de 2024, tras haber acabado su contrato con el club burgalés, fichó por el Universitatea Craiova. Allí estuvo seis meses y el siguiente mes de enero regresó a Burgos para jugar lo que restaba de temporada y otra más.

## Clubes
| Club                    | Categoría          | País   | Año       | Partidos | Goles |
| ----------------------- | ------------------ | ------ | --------- | -------- | ----- |
| Real Murcia Imperial    | Tercera División   | España | 2011-2012 |          |       |
| Atlético de Madrid C    | Tercera División   | España | 2012-2013 |          |       |
| S. D. Noja              | Tercera División   | España | 2013-2014 |          |       |
| Mar Menor F. C.         | Tercera División   | España | 2014      |          |       |
| Real Murcia Imperial    | Segunda División B | España | 2014-2015 |          |       |
| Lorca F. C.             | Segunda División B | España | 2015-2016 |          |       |
| Valencia C. F. Mestalla | Segunda División B | España | 2016-2017 | 39       | 5     |
| C. D. Numancia          | Segunda División   | España | 2017-2019 | 0        | 0     |
| UCAM Murcia C. F.       | Segunda División B | España | 2019      | 0        | 0     |
| C. E. Sabadell F. C.    | Segunda División B | España | 2019-2021 |          |       |
| Burgos C. F.            | Segunda División   | España | 2021-     |          |       |